# Jetsam Moraine
Jetsam Moraine är en kulle i Antarktis. Den ligger i Östantarktis. Nya Zeeland gör anspråk på området. Toppen på Jetsam Moraine är 986 meter över havet.
Terrängen runt Jetsam Moraine är huvudsakligen kuperad, men åt nordost är den bergig. Trakten är obefolkad. Det finns inga samhällen i närheten. 